# Schlöben
 (juin 2023).
Si vous disposez d'ouvrages ou d'articles de référence ou si vous connaissez des sites web de qualité traitant du thème abordé ici, merci de compléter l'article en donnant les références utiles à sa vérifiabilité et en les liant à la section « Notes et références ».
Schlöben est une commune allemande de l'arrondissement de Saale-Holzland, Land de Thuringe.

## Géographie
Schlöben se situe au sud du Wöllmisse.
La commune comprend les villages de Gröben, Rabis, Trockhausen, Mennewitz, Schlöben, Zöttnitz.
|          | Großlöbichau | Schöngleina          |
| Iéna     | Schlöben     |                      |
| Laasdorf | Stadtroda    | Ruttersdorf-Lotschen |

La Bundesautobahn 4 passe au sud de son territoire.

## Histoire
Schlöben est mentionné pour la première fois en 1190.
Au centre de son territoire se trouvait un manoir qui appartenait à la famille von Hardenberg, la famille du poète Novalis qui y passa quelques années pendant son enfance.
En 2009, Schlöben poursuit l'objectif d'être autonome en produisant de la chaleur et de l'électricité à partir de sources d'énergie renouvelables.

## Personnalités liées à la commune
- Samuel Rodigast (1649-1708), poète né à Gröben.
- Heinrich Ulrich Erasmus von Hardenberg (1738-1814), propriétaire terrien, père de Novalis.
- Novalis (1772–1801), poète.